# Innsbruck
Innsbruck (baw. Innschbruck) – miasto statutarne w Austrii, stolica kraju związkowego Tyrol oraz powiatu Innsbruck-Land, do którego jednak miasto nie należy. Położone jest na wysokości 574 m n.p.m. w dolinie rzeki Inn. Liczy 131 358 mieszkańców (1 stycznia 2023). Około 30 km na południe od miasta znajduje się przełęcz Brenner (1370 m n.p.m.).
Miasto było dwukrotnie organizatorem zimowych igrzysk olimpijskich (w latach 1964 i 1976). Innsbruck organizował też Mistrzostwa Świata w Narciarstwie Klasycznym 1933, Mistrzostwa Świata w Narciarstwie Alpejskim 1933 i Mistrzostwa Świata w Narciarstwie Alpejskim 1936 oraz był jednym z miast organizujących Euro 2008.

## Historia
Pierwsze zapiski o mieście pochodzą z 1187 roku i opisują je jako miejsce postoju w pobliżu przełęczy Brenner, najłatwiejszej wówczas drogi łączącej północ Europy z Włochami. Innsbruck szybko się rozwijał i już w 1239 r. otrzymał prawa miejskie od księcia Meranii.
W 1429 roku miasto stało się stolicą Tyrolu i przeżyło swój okres świetności po tym, gdy cesarz Maksymilian I Habsburg przeniósł do Innsbrucka dwór cesarski. Zbudowano wtedy zamki Hofburg i Ambras.
Podczas wojen napoleońskich Tyrol stał się częścią Bawarii, sprzymierzonej wówczas z Francją. Walczył jednak o niepodległość, odnosząc istotne sukcesy, czego przykładem jest zwycięstwo pod Bergisel, gdzie pospolite ruszenie mieszkańców Tyrolu zwyciężyło połączone wojska bawarsko-francuskie. Ostatecznie po kongresie wiedeńskim Tyrol i Innsbruck zostały uznane za część Austrii. W czasie II wojny światowej Innsbruck przetrwał 21 nalotów bombowych (w latach 1943–1945), które spowodowały w mieście duże zniszczenia.

## Zabytki i atrakcje turystyczne
W Innsbrucku zachował się średniowieczny układ urbanistyczny.
- Pałac cesarski Hofburg – powstał w XIV wieku. Początkowo pełnił role obronne. Najważniejszy okres w historii zamku to lata 1495–1519 r. W tym czasie zamek został przebudowany na późnogotycką rezydencję cesarza Maksymiliana I, który przeniósł tu swój cesarski dwór. W latach 1520–1530 powstały trzy dziedzińce: duży, mały i kuchenny. W latach 1536–1570 Hofburg zyskał barokowy wygląd (m.in. powstały malowidła ścienne na dziedzińcach). W latach 1754–1756 Maria Teresa Habsburg dokonała przebudowy zamku na styl rokokowy. Na jej cześć wybudowano kolumnę, na szczycie której znajduje się jej posąg. Rok 1918 przyniósł upadek monarchii Habsburgów. To wydarzenie kończy historię zamku jako miejsca o charakterze reprezentacyjnym. Zamek uznany został za jedną z trzech najważniejszych kulturalnych budowli Austrii obok wiedeńskich zamków Hofburg i Schönbrunn. Cała zabudowa zamkowa obejmuje powierzchnię 26 300 m², jednak apartamenty cesarskie (27 pokoi na 2. piętrze budynku) udostępnione do zwiedzania obejmują ok. 2150 m². Są wśród nich m.in.: sala balowa (Riesensaal), sale reprezentacyjne (pokój lotaryński), kaplica zamkowa, sypialnie cesarskie, salony (różowy i biały), pokój cesarzowej Sisi (Rodellzimmer), pokój chiński, salon z biedermeierowską kolekcją mebli i wiele innych. W zamkowych pomieszczeniach (np. w salach balowej, gotyckiej i barokowej piwnicy, w kaplicach) oraz na dziedzińcach odbywają się różne imprezy kulturalne.
- Zamek Ambras – położony poza centrum miasta zaliczany jest do najbardziej znaczących zabytków Innsbrucka. Swoje kulturalno-historyczne znaczenie zawdzięcza osobie arcyksięcia Ferdynanda II (1529-1595). Bogate zbiory zamkowe obejmują: zbroje z kolekcji Ferdynanda II, przedmioty codziennego użytku, galerie portretów dynastii Habsburgów od Albrechta III (1349-1395) do cesarza Franciszka II (1768-1835) (dzieła Lukasa Cranacha, Tycjana, Antoona van Dycka i Diego Velázqueza), zbiór dzieł sztuki z okresu późnego średniowiecza oraz salę hiszpańską. Sala hiszpańska powstała w latach 1569–1572 jako sala balowa. Ma 43 metry długości i jest jedną z najważniejszych sal wolnostojących okresu renesansu. Elementami szczególnej wartości są: bogato zdobione okna, 27 obrazów tyrolskich książąt, drzwi wejściowe oraz drewniane, częściowo pozłacane i intarsjowane kasetony
- kościół dworski (Hofkirche) z XVI wieku, z nagrobkiem cesarza Maksymiliana I
- katedra św. Jakuba (St. Jakob) – pierwszy kościół gotycki powstał w tym miejscu prawdopodobnie już w XII w. Odbudowany po zniszczeniach w trzęsieniu ziemi z 1689 r. swą obecną, barokową formę zawdzięcza przebudowie dokonanej w latach 1717–1724. Na uwagę zasługują tu: obraz Matki Boskiej Wspomożenia Wiernych w głównym ołtarzu dzieło Lukasa Cranacha, freski i sztukaterie sklepienia braci Asamów, a także grobowiec Maximiliana III projektu Caspara Grasa(inne języki) z 1620 r.
- Alpenzoo Innsbruck – jeden z najwyżej położonych ogrodów zoologicznych w Europie (727 m n.p.m.), w którym zamieszkuje obecnie ponad 2 tys. zwierząt 150 gatunków, których naturalnym środowiskiem życia są Alpy. Utworzony w 1962 r. ogród zoologiczny prowadzi działalność w zakresie ochrony gatunków, badawczą oraz kształceniową. Znajdują się tam niedźwiedzie, bobry, borsuki, kozice, wilki, żubry, dziki, ibisy grzywiaste, orłosępy brodate, ptaki z rodziny kurowatych i wiele innych. Przejście przez ogród zajmuje ok. dwóch godzin. Zoo otwarte jest przez cały rok.
- Goldenes Dachl (pol. Złoty dach) – uważany jest za symbol miasta. Znajduje się w Starym Mieście, które jest jedną z najlepiej zachowanych średniowiecznych starówek w całej Austrii. Goldenes Dachl miasto zawdzięcza cesarzowi Maximilianowi I. Powstał z okazji jego ślubu z córką księcia mediolańskiego Bianką Marią Sforza. Dach wykusza zdobi 2738 złoconych miedzianych gontów. Obecnie w budynku tym znajduje się muzeum (Museum Goldenes dachl). Obok niego znajduje się dom Helblinghaus(inne języki) – jeden z najładniejszych budynków Starego Miasta. Obecnie znajduje się w nim hotel.
- Ferdinandeum(inne języki) – kolekcja sztuki gotyckiej oraz dzieła malarstwa z XIX i XX wieku.
- Skocznia Bergisel – organizowany jest na niej trzeci konkurs Turnieju Czterech Skoczni. Oprócz tego dwukrotnie odbywały się tu Mistrzostwa Świata i również dwukrotnie – Zimowe Igrzyska Olimpijskie. Skocznia, na której dwukrotnie zapłonął znicz olimpijski, powstała w 1927 r. Ma za sobą liczne przebudowy. Jedna z nich została wymuszona przez okoliczności – w 1941 roku wybieg został wykorzystany jako boisko piłkarskie, kibice zajęli oprócz trybun także wieżę startową. Nie wytrzymała ona przeciążenia i zawaliła się. Zginęły cztery osoby. Odbudowę ukończono dopiero po wojnie. Późniejsze duże przebudowy miały miejsce przy okazji większych zawodów. Przed Turniejem Czterech Skoczni w sezonie 2000/2001 ze względu na przestarzałą konstrukcję dostała warunkowe przedłużenie homologacji. Wkrótce potem przeszła kolejną gruntowną przebudowę – wiosną 2001 została zburzona. Oficjalnie otwarta dopiero we wrześniu 2002. Charakterystyczną, nowoczesną wieżę zaprojektowała pochodząca z Iraku Zaha Hadid. Wewnątrz znajduje się m.in. kawiarnia, poza czasem zawodów i większych świąt przez większą część dnia dostępna dla turystów. Bergisel jest skocznią „otwartą”, na którą każdy może wejść lub wjechać za opłatą. Z powodu braku miejsca (blisko za trybunami znajduje się cmentarz) obiekt ma charakterystycznie ułożony wybieg, który nie jest płaski, lecz kończy się przeciwstokiem, co pozwala skoczkom szybciej hamować. Obecnie punkt konstrukcyjny skoczni wynosi 120 m. Wielkość skoczni to 128 m. Oficjalny rekord skoczni należy do Michaela Hayböcka i wynosi 138 m.
- wieża miejska – (Stadtturm), budowana w latach 1442–1450. Codziennie grana jest z niej melodia na wzór krakowskiego hejnału[potrzebny przypis]. Widać z niej panoramę miasta oraz otaczające je góry.

## Transport
Innsbruck posiada międzynarodowe lotnisko oraz stację kolejową.
Transport drogowy zapewniają autostrady: A12, wzdłuż doliny Innu oraz A13 do Włoch przez przełęcz Brenner.
Miasto posiada komunikację tramwajową, autobusową oraz kolej miejską (S-Bahn). Do okolicznych miejscowości takich jak: Mutters czy Fulpmes można dojechać podmiejskim tramwajem linii STB (Stubaitalbahn).

## Współpraca
Miejscowości partnerskie:
- Aalborg, Dania
- Fryburg Bryzgowijski, Niemcy
- Grenoble, Francja
- Kraków, Polska
- Nowy Orlean, USA
- Sarajewo, Bośnia i Hercegowina
- Tbilisi, Gruzja

## Galeria

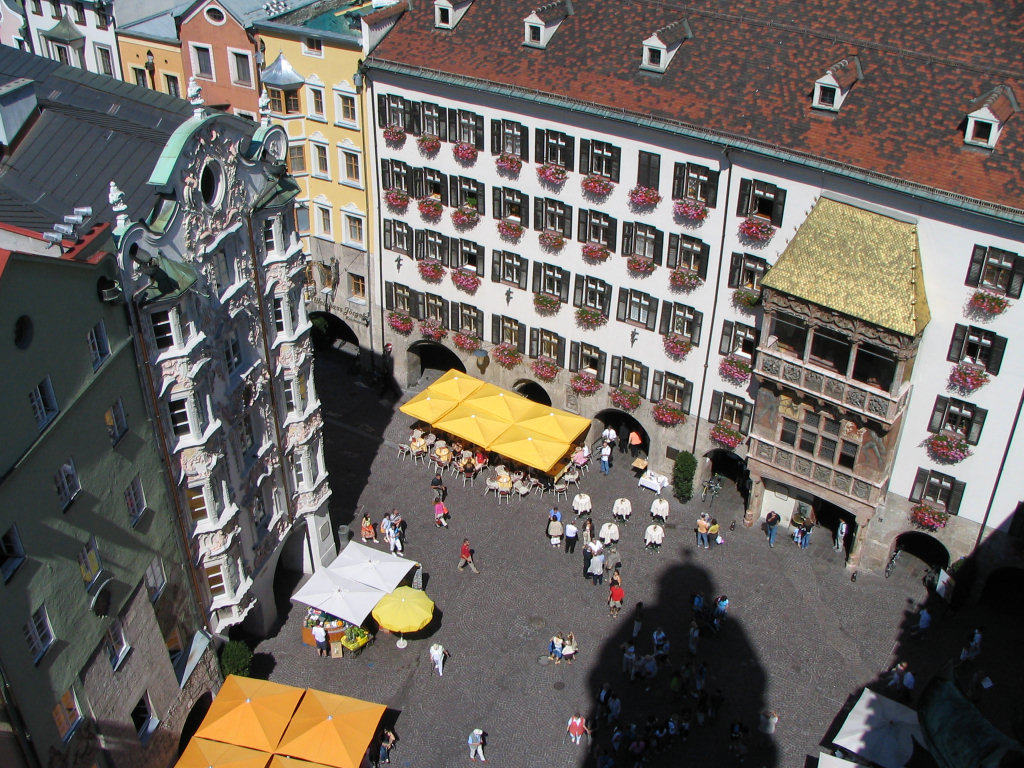
Goldenes Dachl
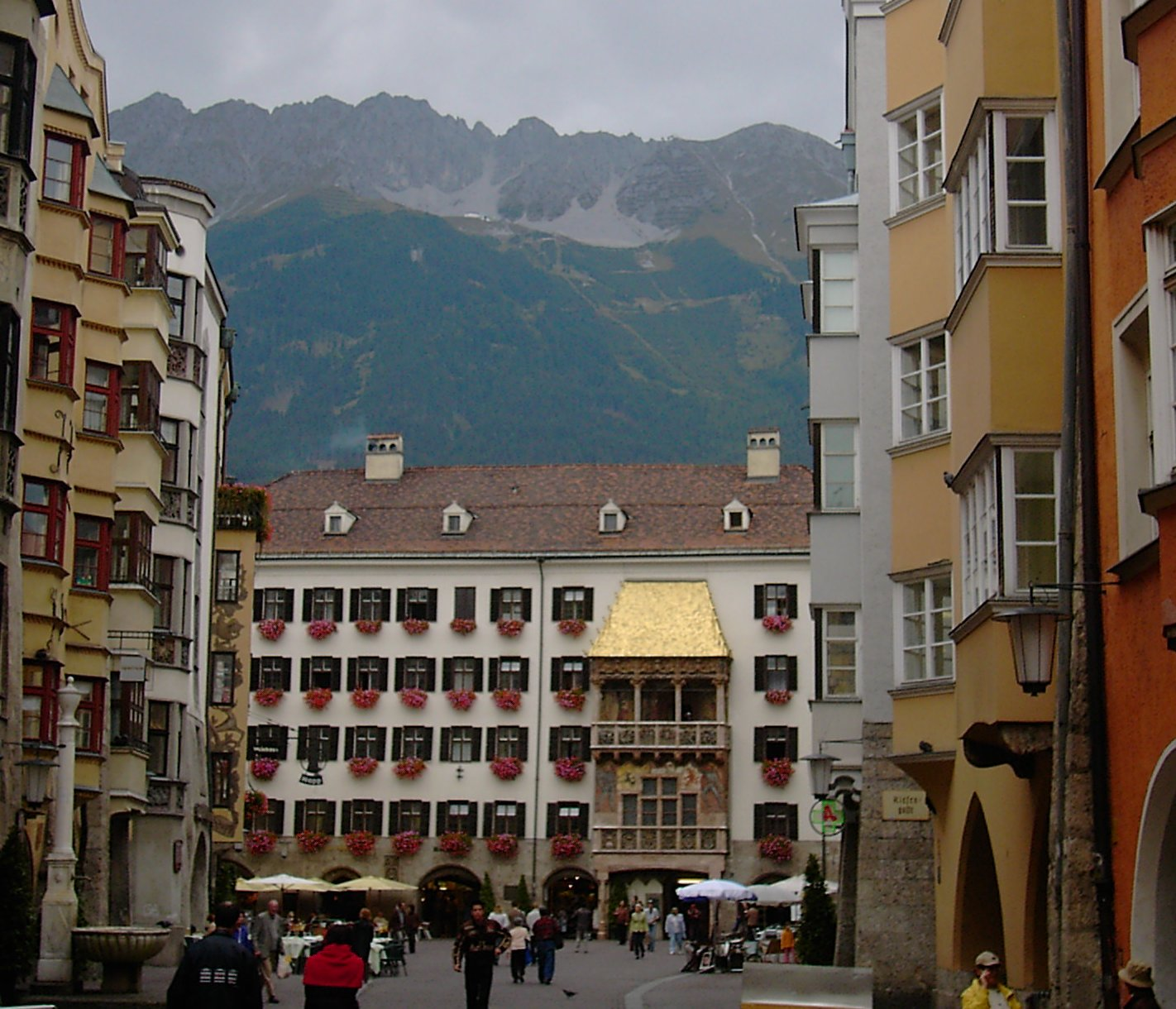
Goldenes Dachl
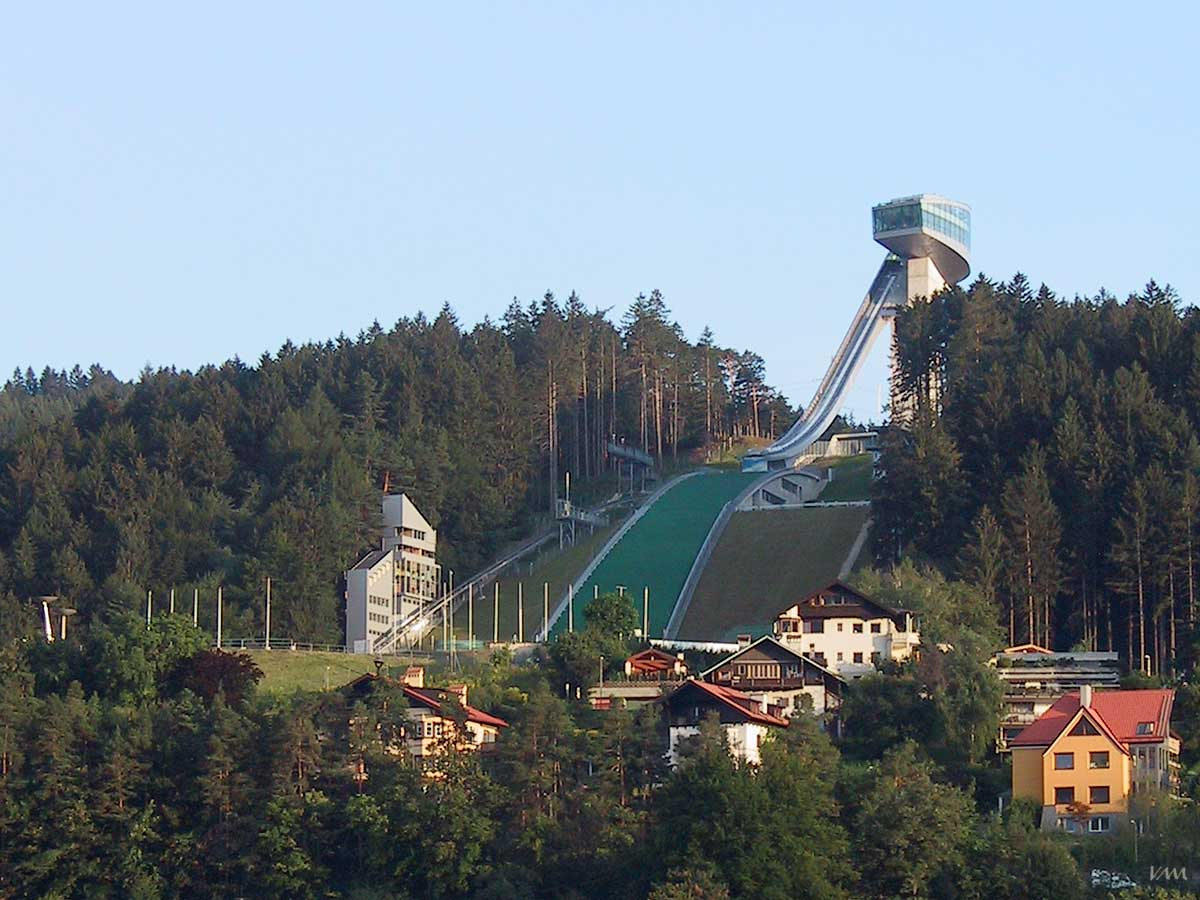
Skocznia narciarska Bergisel
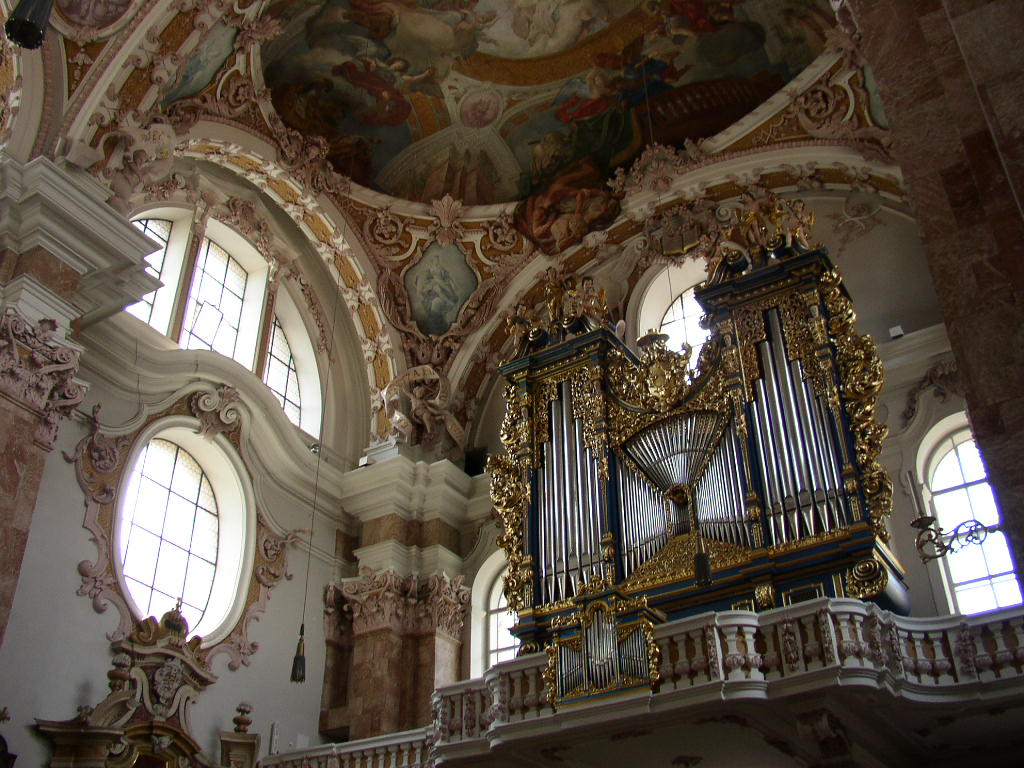
Katedra pw. św. Jakuba (St. Jakob)
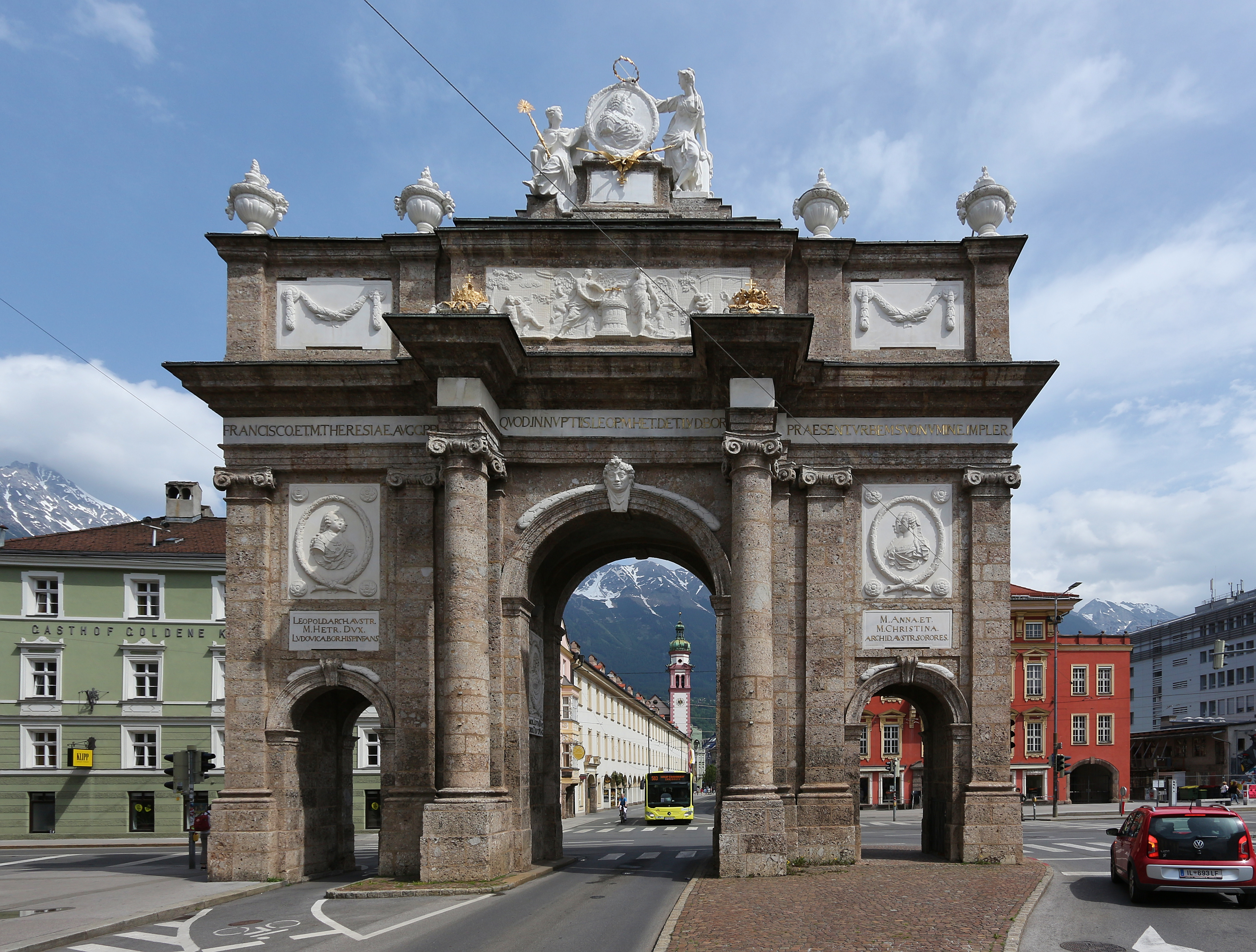
Łuk triumfalny w Innsbrucku(inne języki)